# تويجاء
التويجاء أو العقاب التويجي (الاسم العلمي: Stephanoaetus)، هو جنس من الطيور الجارحة الكبيرة جدًا من أفريقيا جنوب الصحراء الكبرى ومدغشقر. واحد فقط من النوعين المعروفين موجود (حي).

## الأنواع
- عقاب متوج أو عقاب الباز المتوج (Stephanoaetus coronatus).
- منقرض عقاب متوج ملغاشي أو عقاب الباز المدغشقري (Stephanoaetus mahery).[4]